# 江西民國銀行
江西民國銀行，亦称贛省民國銀行，于1911年9月由江西銀錢總號改组而成。其总行设于南昌，實際資本四萬兩，先后發行了銀兩票、銀元票及銅元票。

## 银行歷史
辛亥革命後，江西成立軍政府。為籌措軍政開支費用，發展社會經濟，江西軍政府接管先前的江西銀錢總號，辦江西民國銀行，代理全贛金庫，「執握江西金融之樞紐」，朱威成擔任銀行總理。
江西民國銀行原始註冊資本200萬元，官股佔四成，商股佔六成。實收資本中有商股的26060兩九三八平市銀，3470塊鷹洋，共计40129元；有官股的190萬余串九五錢票。銀行成立之初，先前的銀錢總號貨幣錢票被清理整頓，銀行清点得库存的2225940串錢票編號，加蓋「贛省民國銀行驗訖准其通行」之印，继而發行。同時江西民國銀行还設計印製并發行體現新興政權的货币。
江西民國銀行先後到九江、吉安、贛州、漢口、長沙、上海等十六座城市開辦分行；到袁州、玉山、鎮江、武穴、常德等地，開辦七家兌換所与三十五家代理店。江西民國銀行彼时称紙幣皆可兑现，但每人每回仅有一元的兌換限額，且其辦理時間短、手續多。
在银行存在的这段时间里，其皆为江西主要地方货币发行机构。1915年，江西都督李烈鈞發動二次革命，討伐袁世凱，江西金融市場被打亂，江西民國銀行向市场增發500萬张紙幣。最后，都督李純治贛期間，江西民國銀行接着大量發行紙幣，导致货币大跌，其用戶无法兌現，1916年4月10日该行宣佈歇業，被改为清理處。

## 發行貨幣
江西民國銀行共發行以下貨幣；直型九五錢票：一百文、一串文（一千文）；橫型銀元票：一圓、伍圓、拾圓；銅元票：10枚、100枚；銀兩票：一兩、伍兩、拾兩。
賈士毅著《民國財政史》写道：「贛省民國銀行在民國三年夏，所發紙幣，約合五百餘萬元。至四年底止，得分為三種，一銀元票，約合八十五萬餘元；一銅元票，約合三十八萬餘元；一製錢票，約合三百〇九萬餘元，共計三種為四百三十餘萬元。」
江西民國銀行承認先前江西官銀錢總號发行的紙幣有效流通，并用其庫存空白小票編號接着發行。《江西之金融》称，江西民國銀行總計發行錢票826萬串，銀兩、銀元票887000元。亦有其他资料称其發行的銀兩、銀元及大細錢票共有1400萬元。
| 時間       | 銀元票（單位：元） | 銅元票（單位：串） | 製錢票（單位：串） |
| ---------- | ------------------ | ------------------ | ------------------ |
| 1914年     | 587900             | 676800             | 7813000            |
| 1915年10月 | 887900             | 902000             | 7267100            |
| 1916年10月 | 540400             | 484000             | 4300000            |
| 1917年     | 265657             | 436924             | 3791854            |
| 1918年     | 260894             | 406250             | 3308220            |

## 貨幣樣式
江西民國銀行發行的貨幣中，上方有江西都督馬毓寶之画相。旁边写着「贛省民國銀行」，右书「憑票即付」，左书「執此為照」，下边为「中華民國元年吉月吉日」。票面右边写的是「完糧納稅，一律通行」，左边寫的是「來往兌換，概不折扣」，上方兩角寫「拾」字，下方兩角写「10」字。
背後寫的英文为：
- 「THE KIANG-SE BANK OF THE REPUBLIC」（江西共和國銀行）
- 「MILITARY BANK-NOTE」（軍事銀行紙幣）
- 「We promise to Pay the Bearer on Demand」…「at its Office here value received」（我们承诺支付持票人所需款项，憑票支付）
- 「XX DOLLARS LOCAL CURRENCY」（××圆本地流通幣）
- 「BY ORDER OF THE BOARD OF DIRECTORS」（由董事会命令執行）

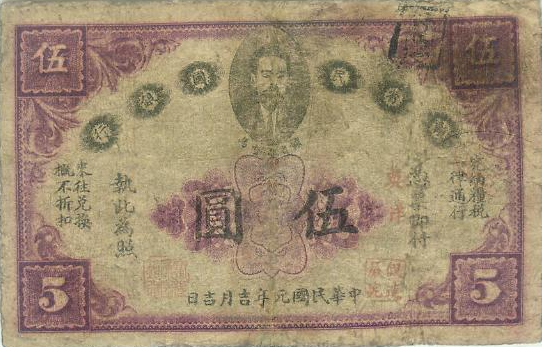
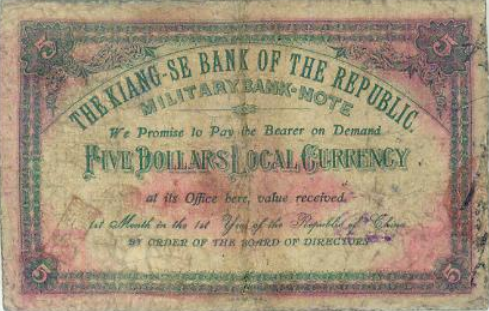
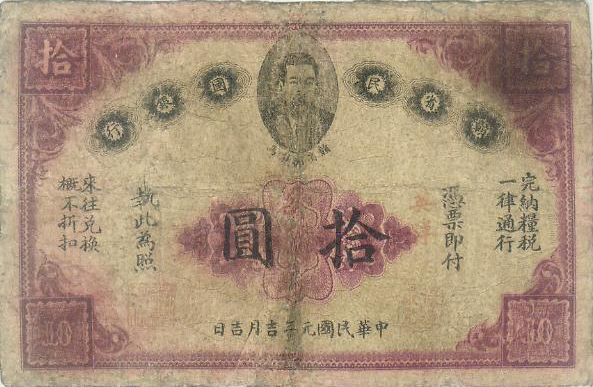
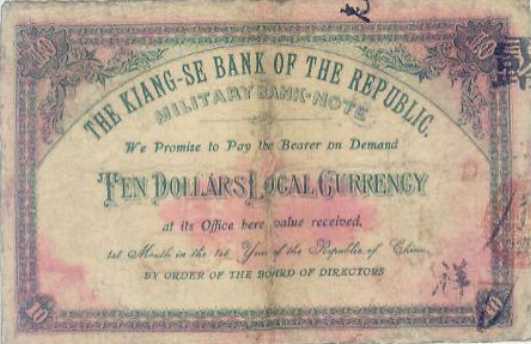